# 夏坝镇
夏坝镇，是中华人民共和国重庆市江津区下辖的一个乡镇级行政单位。

## 行政区划
夏坝镇下辖以下地区：
青江社区、夏坝场社区、重钢集团铁业公司社区、余粮村、跃进村、大坪村、鸭江村和双新村。